# スティーブン・エレッジ
スティーブン・ジョセフ・エレッジ（'Stephen Joseph Elledge, 1956年8月7日 - ）は、アメリカ合衆国の遺伝学者。ハーバード大学医学部教授。DNA損傷応答の研究で知られる。
1978年にイリノイ大学アーバナ・シャンペーン校を卒業後、 マサチューセッツ工科大学から生化学のPh.D.を取得した。1984年からスタンフォード大学の博士研究員となり、1995年ベイラー医科大学教授、2003年からはハーバード大学教授、同年以降ハワード・ヒューズ医学研究所にも在籍している。

## 受賞歴
- 2002年 - 米国科学アカデミー賞分子生物学部門
- 2005年 - アメリカ遺伝学会メダル
- 2010年 - ディクソン賞医学部門
- 2012年 - ローゼンスティール賞
- 2013年 - ガードナー国際賞
- 2015年 - アルバート・ラスカー基礎医学研究賞、ワイリー賞
- 2017年 - 生命科学ブレイクスルー賞、グルーバー賞遺伝学部門

## 参照
- BBS Faculty Member - Stephen Elledge
- Stephen J. Elledge, PhD